# Bollywood
Bollywood (Hindi: बॉलीवूड) je naziv za filmsku industriju u Indiji, odnosno njen specifični stil. 
Često se naziv Bollywood netočno upotrebljava kao naziv za svu filmsku industriju u Indiji, jer je on samo dio nje. Bollywood je jedan od najvećih filmskih proizvoda u svijetu.
Ime je dobio po kombinaciji riječi Bombaj - bivšem nazivu za grad Mumbai - i Hollywoodu u Kaliforniji - središtu američke filmske industrije. 
Bollywood se uglavnom odnosi na filmove koji koriste hindi, odnosno hindustani - kolokvijalnu osnovu hindi i urdu jezika. Također se primjećuje i porast prisustva engleskog jezika u dijalozima, kao i pjesmama. A također postoji i veliki broj filmova koji su napravljeni isključivo na engleskom jeziku.
Raja Harishchandra (1913.) bio je prvi igrani film napravljen u Indiji. Od 1930. godine indijska filmska industrija proizvodi više od 200 filmova godišnje. Prvi film sa zvukom Alam Ara (hrv. Ukras svijeta) bio je veliki hit u Indiji. 